# Jaume de Cardona i de Rocabertí
Jaume de Cardona i de Rocabertí (? - 1568) fou fill de Jaume de Cardona (comanador de l'orde de Sant Jaume) i Caterina de Rocabertí, hereva de la baronia de Sant Mori.
Casat el 14 amb Magina de Segurioles amb qui tingué a Maria de Cardona i de Segurioles; Rafaela de Cardona i de Segurioles, casada amb Bernat de Codina; Jaume de Cardona i de Segurioles; i Pere de Cardona i de Segurioles (mort el 1569).
El 1660 es va casar amb una tal Jacinta, germana de Gispert.
Una de les seves filles fou Isabel de Cardona, que es casaria amb Josep Meca Cassador.
El 12 de maig del 1565 participà en una extracció de prior, mantenidors, clavari i aventurers amb el baró d'Eril, Enric de Cardona, el compte d'Aitona, Bernat de Cruïlles, Joan de Boixadors i Carles de Llupià, entre d'altres.